# Gran Premio d'Italia 1932
Il Gran Premio d'Italia 1932, valido quale prima prova del Campionato europeo di automobilismo 1932, si disputò all'Autodromo nazionale di Monza e fu vinto, per la seconda volta consecutiva, da Tazio Nuvolari.
Dopo che le edizioni del 1929 e del 1930 non furono disputate, questa fu la X edizione del Gran Premio d'Italia.

## La gara
Diversamente dall'edizione precedente la durata della corsa venne dimezzata e fissata in 5 ore di gara; in questo modo le vetture poterono essere condotte da un unico pilota per tutta la gara. Venne disputata il 5 giugno 1932 e il vincitore, Nuvolari su Alfa Romeo Tipo B, riuscì nell'arco delle 5 ore a percorrere poco più di 83 giri del circuito di 10 km, per un totale di circa 837 km che gli vennero conteggiati.
Al termine della prova furono undici i concorrenti che vennero classificati e quattro i ritirati
Durante la gara si assistette peraltro ad alcuni cambi di pilota in corsa; fu questo il caso ad esempio di Rudolf Caracciola che, una volta che si fu rotta la sua vetture, subentrò alla guida, per una parte di gara, a Baconin Borzacchini; situazione analoga per Achille Varzi, subentrato a Louis Chiron (in quest'ultimo caso, curiosamente, entrambe le Bugatti Type 54 furono però costrette al ritiro).
Alla gara di casa l'Alfa Romeo portò al suo debutto la Alfa Romeo Tipo B, con due esemplari affidati a Nuvolari e a Giuseppe Campari, fornendo agli altri suoi piloti ufficiali Baconin Borzacchini e Rudolf Caracciola delle Alfa Romeo Monza. La seconda squadra ufficiale presente era la Bugatti che presentava la Bugatti Type 54 in mano a Varzi e Chiron, mentre ad Albert Divo era assegnata una Bugatti Type 51. Era presente in forma ufficiale anche la Maserati con la sua Maserati 26M classica nelle mani di Amedeo Ruggeri, e con la nuova versione Maserati V5 nelle mani di Luigi Fagioli e collaudata anche da uno dei fratelli Maserati, Ernesto, iscritto alla gara come pilota di riserva.
La partenza della gara venne data dal gerarca fascista Achille Starace e, dalle fonti giornalistiche dell'epoca, pare sia stata ritardata rispetto all'orario previsto delle 9.30 del mattino.

## Classifica
| Pos. | Nº | Pilota                         | Team             | Auto              | Giri | Distacco Causa ritiro | Griglia | Punti |
| ---- | -- | ------------------------------ | ---------------- | ----------------- | ---- | --------------------- | ------- | ----- |
| 1    | 8  | Tazio Nuvolari                 | Alfa Corse       | Alfa Romeo Tipo B | 83   |                       | 4       | 1     |
| 2    | 12 | Luigi Fagioli                  | Maserati         | Maserati V5       | 82   | +1 giro               | 6       | 2     |
| 3    | 2  | Baconino "Baconin" Borzacchini | Alfa Corse       | Alfa Romeo Monza  | 82   | +1 giro               | 1       | 3     |
| 3    | 2  | Attilio Marinoni               | Alfa Corse       | Alfa Romeo Monza  | 82   | +1 giro               | 1       | n/a   |
| 3    | 2  | Rudolf Caracciola              | Alfa Corse       | Alfa Romeo Monza  | 82   | +1 giro               | 1       | n/a   |
| 4    | 14 | Giuseppe Campari               | Alfa Corse       | Alfa Romeo Tipo B | 82   | +1 giro               | 7       | 4     |
| 5    | 22 | René Dreyfus                   | Bugatti          | Bugatti T51       | 82   | +1 giro               | 11      | 4     |
| 6    | 26 | Albert Divo                    | Bugatti          | Bugatti T51       | 81   | +2 giri               | 13      | 4     |
| 6    | 26 | Guy Bouriat                    | Bugatti          | Bugatti T51       | 81   | +2 giri               | 13      | n/a   |
| 7    | 24 | Pietro Ghersi                  | Scuderia Ferrari | Alfa Romeo Monza  | 79   | +3 giri               | 12      | 4     |
| 7    | 24 | Marchese Antonio Brivio        | Scuderia Ferrari | Alfa Romeo Monza  | 79   | +3 giri               | 12      | n/a   |
| 8    | 40 | Amedeo Ruggeri                 | Maserati         | Maserati 26M      | 75   | +8 giri               | 16      | 4     |
| 9    | 28 | Eugenio Siena                  | Privato          | Alfa Romeo Monza  | 65   | +18 giri              | 14      | 4     |
| 9    | 28 | Marchese Antonio Brivio        | Privato          | Alfa Romeo Monza  | 65   | +18 giri              | 14      | n/a   |
| 10   | 18 | Conte Luigi Premoli            | Privato          | Maserati 26M      | 58   | +25 giri              | 9       | 5     |
| 11   | 20 | Rudolf Caracciola              | Alfa Corse       | Alfa Romeo Monza  | 57   | Magnete               | 10      | 5     |
| Rit  | 10 | Louis Chiron                   | Bugatti          | Bugatti T54       | 39   | Surriscaldamento      | 5       | 6     |
| Rit  | 10 | Achille Varzi                  | Bugatti          | Bugatti T54       | 39   | Surriscaldamento      | 5       | n/a   |
| Rit  | 16 | Achille Varzi                  | Bugatti          | Bugatti T54       | 26   | Trasmissione          | 8       | 6     |
| Rit  | 4  | Marcel Lehoux                  | Bugatti          | Bugatti T51       | 20   | Biella                | 2       | 7     |
| Rit  | 6  | Conte Luigi Castelbarco        | Privato          | Maserati 26M      | 19   | Incidente             | 3       | 7     |
| NP   | 30 | Carlo Gazzabini                | Privato          | Alfa Romeo Monza  |      |                       | 15      | 8     |